# Tamara (película de 2005)
Tamara es una película canadiense de 2005 de terror, estrenada sólo en teatros seleccionados por City Lights Pictures, una compañía de producción basada en Manhattan.

## Argumento
Tamara Riley es una tímida y poco agraciada chica inteligente a quien le gusta la brujería y tiene una obsesión por Bill Natolly, su guapo profesor de inglés. Cuando escribe un artículo crítico sobre los atletas de la escuela y es publicado, dos de los atletas estrella, Shawn y Patrick, quieren venganza. Tamara intenta realizar un ritual mágico para atar su destino al de su profesor, en el cual tiene que derramar su propia sangre. 
A la noche, una broma es preparada por Shawn y Patrick, junto con la novia de Shawn, Kisha. Shawn llama a Tamara, haciéndose pasar por el Señor Natolly, y le invita a una habitación de motel. Una cámara de vídeo es colocada allí y graba a Tamara desnuda. Shawn, Patrick, y Kisha observan lo que ocurre junto con otras tres personas, quienes no saben nada sobre la broma: Chloe, Jesse, y Roger. Shawn entra en la habitación dónde está Tamara y se burla de ella, y Tamara es accidentalmente asesinada en una lucha. A pesar de que Chloe insiste en informar a la policía, acaba ayudando a enterrar a Tamara. Aun así, se impresionan cuando Tamara aparece al día siguiente en clase, más atractiva que nunca. Se convencen de que estaba inconsciente y que cavó para salir de donde estaba enterrada. Esa noche, mientras Roger está mirando una película en la clase de audiovisuales de la escuela, la imagen en la pantalla de repente cambia al vídeo del asesinato de Tamara.
Roger saca la cinta y se enfrenta a Tamara. Ella le atormenta con alucinaciones de cómo es ser enterrado vivo y le hace cortarse la cara, enviando el mensaje a toda la escuela. Tamara entonces visita la casa del Señor Natolly, pretendiendo seducirle. Cuando este se resiste, ella le dice que 'es sólo un cuestión de tiempo'. Al día siguiente visita a Allison Natolly, la mujer del Señor Natolly. Tamara se enfrenta a Allison, mencionando los problemas de infertilidad de Allison y Bill. Dándose cuenta de que su padre fantasea con ella teniendo sexo y que su alcoholismo condujo a su madre fuera, Tamara le obliga a comer una botella de cerveza. En una fiesta, Tamara embruja a Patrick y a Shawn, y les fuerza a tener sexo entre ellos. Kisha intenta parar a Tamara, pero no lo consigue, ya que Tamara le empieza a hablar sobre su desorden alimenticio. Tamara le dice a Kisha que está en los huesos, y que debería comer más. Kisha comienza a comerse a sí misma, pero es salvada por Jesse y Chloe. Cuando Chloe y Jesse llaman al Señor Natolly y le cuentan lo que está pasando, Kisha (todavía bajo el hechizo) llama a Tamara y le dice que el Señor Natolly lo sabe todo. Kisha es golpeada por Chloe. 
Chloe, Jesse, y el Señor Natolly van a la casa de Tamara, donde encuentran el cadáver del padre de Tamara y un libro de hechizos describiendo el ritual que Tamara intentó realizar. Se dan cuenta de que cuando mataron a Tamara esa noche, su sangre fue derramada. Debido a la sangre derramada de Tamara, el ritual se completó y le permitió volver de la tumba como es ahora. Entretanto, Tamara, sabiendo que los demás lo saben, envía a Shawn y a Patrick a la residencia de los Natolly para matar a Allison. Lo intentan, pero Allison les mata a ambos en defensa propia. Kisha y Allison están en el hospital, pero Kisha despierta y persigue a Jesse y a Chloe, resultando en la muerte de Jesse cuando Kisha lo apuñala múltiples veces, sólo para que Chloe la golpee y conseguir escapar, aunque Jesse muere desangrado más tarde. 
En el clímax de la película en la azotea de hospital, el Señor Natolly, Allison, Chloe, y Tamara finalmente se enfrentan. Tamara es incapaz de controlar a Chloe debido a su inocencia, y se da cuenta de que se ha convertido en un monstruo. Pierde el control y lentamente se convierte de nuevo en un cadáver. Antes de desvanecerse, Tamara afirma su voluntad de estar con el Señor Natolly y se rinde a lo inevitable. El Señor Natolly acerca a Tamara y le da un beso, entonces se lanza desde la azotea con Tamara. Al final, Chloe y Allison están bien. Las cámara enfoca el libro de hechizos en el jeep, y se abre en la Parte 6: "Resurrección e Inmortalidad". La película termina con Tamara poseyendo a Kisha y robando el libro.

## Reparto
- Jenna Dewan como Tamara Riley.
- Matthew Marsden como Mr. Bill Natolly.
- Katie Stuart como Chloe.
- Claudette Mink como Mrs. Allison Natolly
- Chad Faust como Jesse.
- Bryan Clark como Shawn.
- Melissa Elias como Kisha.
- Marc Devigne como Roger.
- Gil Hacohen como Patrick.
- Chris Sigurdson como Sr. Riley (el padre de Tamara)

## Recaudación
Fue estrenada en cines de EE. UU. el 3 de febrero de 2006. Se calculó una media de $2,084 en 14 teatros, para un fin de semana bruto de $29,157. Estuvo en los cines de EE. UU. por 13 semanas, y recaudó un bruto de $206,871